# نقابة مهنية

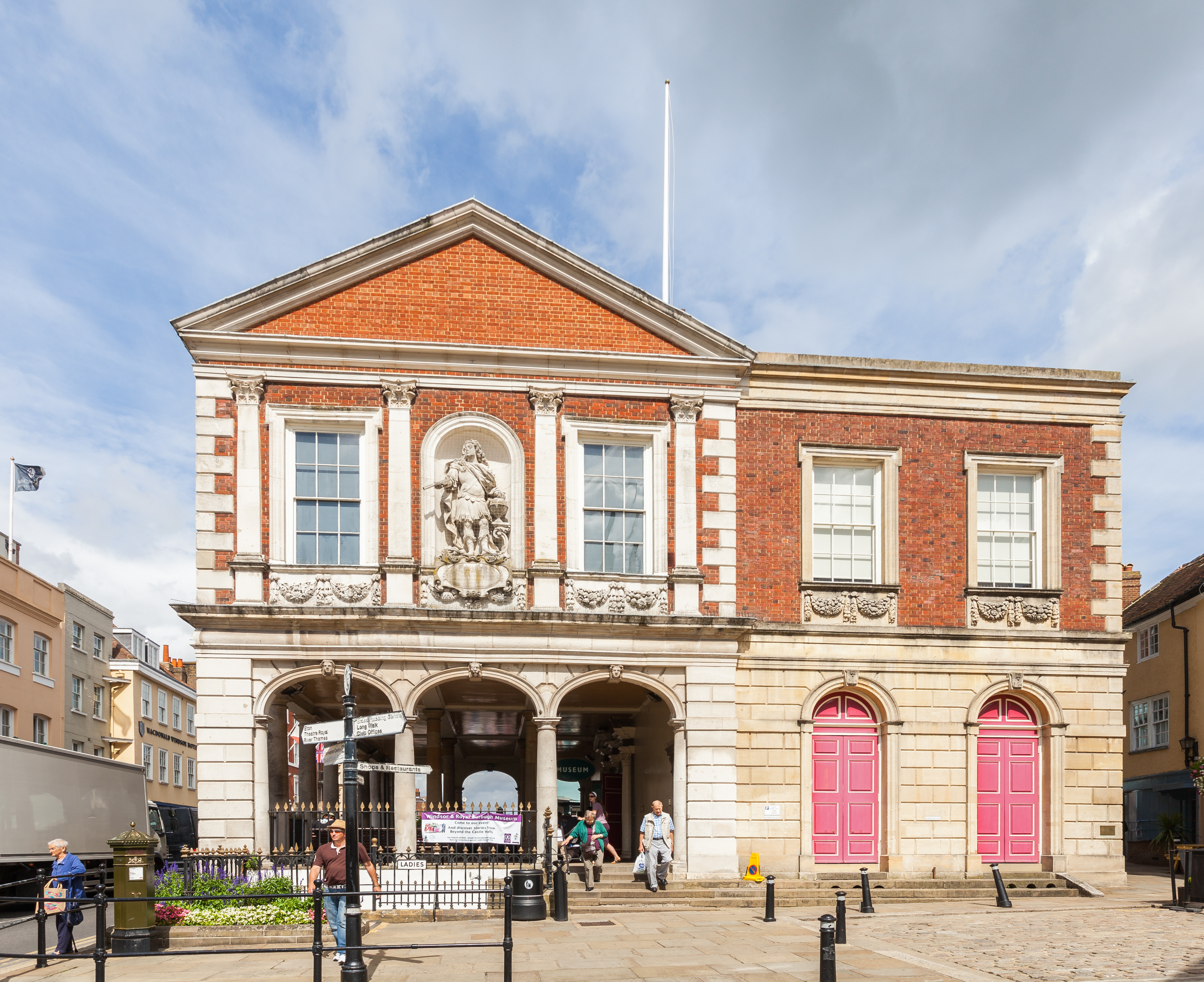
في الصورة واحدة من موروثات النقابات، كانت دار النقابة المهنية وندسور أصلاً مكان اجتماع النقابات المهنية، ومقعد الحاكم ومجلس المدينة.

الطائفة الحرفية جمعية تضم العاملين في حرفة معينة. كان لها دور بارز في أوروبا تاريخيا.
وتشكلت الأنواع الأولى للنقابات المهنية على أنها أخويات بين العمال. ثم بعد ذلك نظموها على أن تكون شيئًا بين اتحاد مهني واتحاد احتكاري وجمعية سرية. وكثيرًا ما كانوا يعتمدون على منح براءات التمليك بواسطة الملك أو سلطة أخرى لإنفاذ تدفق المهنة على أعضائها المالكين لأعمالهم وعلى الاحتفاظ بملكية الأدوات وتوريد المواد. أما التراث الخالد للنقابات المهنية التقليدية، وهو دار النقابة المهنية، فقد كان يتم تشييدها واستخدامها كأماكن للاجتماع.
ومن النتائج المهمة لإطار عمل النقابة المهنية هو ظهور الجامعات في بولونيا وباريس وأكسفورد سنة 1200 تقريبًا، بل أنشأوا نقابات طلابية في بولونيا، أو نقابات لأصحاب العمل مثلما في باريس.

## الجمعيات الأولى المشابهة للنقابات المهنية
في مرحلة ما قبل المدن الصناعية مال الحرفيون إلى تكوين الجمعيات القائمة على تجارتهم والأخوية بين عمال النسيج والبنائين والنجارين والنحاتين وعمال الزجاج، ويسيطر كل منها على أسرار التكنولوجيا المنقولة تقليديًا أو «الفنون» أو «الأسرار» الخاصة بالحرفة. وعادة ما يكون المؤسس حرفيًا ماهرًا مستقلاً حرًا.
منظمات إغريقية في مصر البطلمية كانت تدعى كوينون (koinon). بدأت من القرن الثالث قبل الميلاد للأصول الرومانية كوليجا (collegia)، وانتشرت مع توسع الإمبراطورية. وواصلت المنظمات الرومانية للحرفيين التطوير في إيطاليا في فترة العصور الوسطى تحت اسم آرس (ars). وكان أول تنويه عن النقابات المهنية في ألمانيا في القرن العاشر. أما الاسم الألماني Zunft (الجمع Zünfte) للنقابات المهنية للحرفيين وGilde (تجمع على Gilden) لنقابات التجار. وكان يطلق عليها Métiers في فرنسا وظهرت النقابات المهنية في إنجلترا في القرن الثاني عشر.
ظهرت أيضًا المنظمات الحرفية على نحو مستقل خارج أوروبا. ومن المحتمل تواجد هانغواي (hanghui) الصينية بالفعل أثناء أسرة هان (206 قبل الميلاد - 220 بعد الميلاد)، ولكنها ظهرت تحديدًا في أسرة سوي (589 - 618 م). وأثناء فترة غوبتا في الهند (من 300 إلى 600 م)، كانت جمعيات الحرفيين، التي كانت لها منظمات سابقة، معروفة باسم شريني (shreni). سينف (senf) (أو sinf) في القرن العاشر تحركت إيران لنشر النقابات أيضًا في المناطق العربية والتركية تحت اسم فوتواه (futuwwah) أو فوتوفيت (fütüvvet). ويقال إن 900 من نحاتين بنين قد أسسوا منظمة خاصة بهم. وفي القبائل المجاورة من اليوروبا ونوبي أعطيت المنظمات أسماء إيجبي (egbe) وإيفاكو (efakó). على وجه التحديد في إمبراطورية أويو في العصور الوسطى والمعروفة في هذه الأيام بجنوب غرب نيجيريا وبنين، تطورت النقابات المنفصلة حتى شملت الراقصين المحترفين ونحاتي الأقنعة والموسيقيين المتعلقين بـإيجونجون (egungun) وغالبًا ما يعتبر الأداء الهزلي لأجدادهم سفر أسلافهم إلى مسرح «ألارينجو».

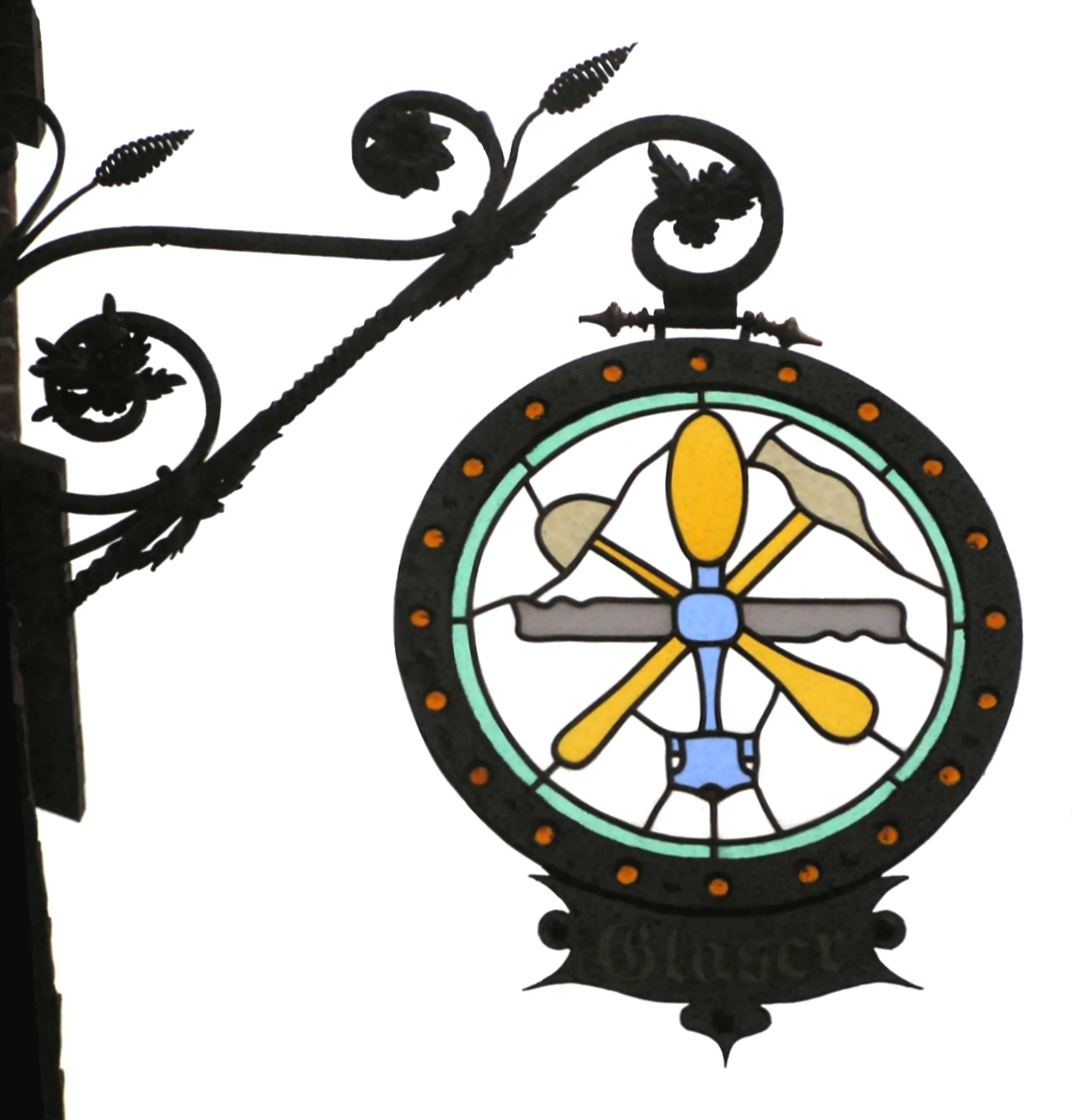
شارة تقليدية لنقابة عمال الزجاج مصنوعة من الحديد المطاوع - في ألمانيا. ويمكن مشاهدة هذه الشارات في العديد من المدن الأوروبية القديمة حيث تميز أماكن أعضاء النقابة. واستمرت الكثير من النقابات في الأوقات الصناعية. واليوم يتم إنشاؤها حديثًا أو حتى ترميمها، لا سيما في مناطق البلدة القديمة.

## كتابات أخرى
- Gordon Emery, Curious Chester (1999) ISBN 1-872265-94-4
- Liza Picard, Elizabeth's London (2003) ISBN 0-297-60729-4
- Lujo Brentano. On the History and Development of Gilds and the Origin of Trade-Unions Burt Frankin: Research & Source Works Series. New York: Burt Franklin, 1969.
- Steven Epstein, Wage Labor & Guilds In Medieval Europe (1991) ISBN 0-8078-4498-5
- Mancur Olson, The rise and decline of nations: economic growth, staglaction, and social rigidities (New Haven & London 1982).
- St. Eloy's Hospice, the last Guild هاوس inUtrecht, هولندا
- The Spacing Guild from the Dune series, created by Frank Herbert.

## وصلات خارجية
- Medieval guilds
- St. Eloy's Hospice The last Guild هاوس in Utrecht, هولندا